# História da escrita
A história da escrita descreve a formação e a evolução de diversos sistemas de escrita que surgem na Idade do Bronze a partir da protoescrita do final do Neolítico. O surgimento da escrita é um marco importante na história do mundo por demarcar a separação entre a história e a pré-história iniciando os registros dos acontecimentos.
A protoescrita que surge no final do Neolítico ainda não pode ser considerada como forma de escrita por não possuir significado linguístico, porém forma as bases necessárias para a posterior criação da escrita. Neste período o homem fez uso de ideogramas, mnemônicos ou outras formas capazes de evocar algum tipo de informação. Nesta categoria está o Quipu dos Incas e as runas eslávicas.
A escrita surge como necessidade do desenvolvimento da economia e da sociedade que estavam ocorrendo principalmente no Oriente Médio. A primeira forma de escrita registrada nesta localidade é a cuneiforme que evoluiu dos registros de tempo de trabalho. Por volta do ano 3500 a.C. na Mesopotâmia os sumérios desenvolveram uma escrita silábica para representar a língua suméria falada, método adotado também pelos acádios e que leva a criação dos alfabetos.
No mesmo período há o surgimento da escrita hieroglífica no Egito Antigo com alguma relação com a escrita da Mesopotâmia. A escrita chinesa e a adotada pelas civilizações pré-colombianas na América, como por exemplo a escrita maia, tiveram origens independentes. A escrita japonesa foi criada a partir da escrita chinesa por volta do século IV.

## Invenções da escrita
Os vestígios mais antigos de escrita são as Tábuas Tartaras descobertas na Romênia, com datação estimada de 5500 AEC. O significado dos símbolos é desconhecido, e sua natureza tem sido objeto de debates calorosos.
É geralmente aceito que a escrita verdadeira da linguagem (não apenas números) foi inventada independentemente em pelo menos dois locais: na Mesopotâmia (especificamente na antiga Suméria) em torno de 3200 AEC e na Mesoamérica volta de 600 Ac. Vários sistemas de escrita mesoamericanos são conhecidos, sendo o mais antigo o olmeca ou zapoteca do México.
É debatido se sistemas de escrita foram desenvolvidos de forma totalmente independente no Egito por volta de 3200 AC e na China por volta de 1200 AEC, ou se o aparecimento da escrita em cada um deles ou em ambos os locais foi devido à difusão cultural (ou seja, o conceito de representação de idioma usando a escrita, se não os detalhes de como tal sistema funcionava, foi trazido por comerciantes de uma civilização já alfabetizada).
Os caracteres chineses são, provavelmente, uma invenção independente, porque não há nenhuma evidência de contato entre a China e as civilizações alfabetizadas do Oriente Médio, e por causa das diferenças marcantes entre as abordagens mesopotâmica e chinesa para a representação logográfica e fonética. A escrita egípcia é diferente da escrita cuneiforme da Mesopotâmia, mas semelhanças nos conceitos e na atestação mais antiga sugerem que a ideia de escrever pode ter vindo para o Egito desde a Mesopotâmia. Em 1999, a Archaeology Magazine publicou que os primeiros hieróglifos egípcios datam de 3400 AEC, o que "... desafia a crença comum de que os primeiros logogramas, símbolos pictográficos representando um lugar, objeto ou quantidade específica, primeiro evoluiu para símbolos fonéticos mais complexos na Mesopotâmia."
Um debate similar envolve o sistema de escrita do Indo da civilização da Idade do Bronze do vale do Indo na Índia Antiga (3200 AEC). Além disso, o sistema de escrita ainda não foi decifrado e também se contesta se realmente é um sistema de escrita verdadeiro, ou em vez disso algum tipo de proto-escrita ou sistema de signos não linguísticos.

## Proto-escrita
A história da comunicação humana remonta à época mais antiga da humanidade. Os símbolos foram desenvolvidas há cerca de 30.000 anos atrás, e a escrita há cerca de 8.600 anos. Os primeiros sistemas de escrita dos últimos IV milénios a.C. não são considerados uma invenção súbita. Pelo contrário, elas foram baseadas em antigas tradições dos sistemas de símbolos que não podem ser classificados ainda como escrita, mas têm muitas características importantes reminiscentes na escrita. Estes sistemas podem ser descritos como proto-escrita. Eles usaram ideografia e / ou no início símbolos mnemónicos para transmitir informações ainda eram provavelmente desprovidos de conteúdo direto linguístico. Estes sistemas surgiram no início do período Neolítico, tão cedo quanto o 7.º milênio a.C..